# Lagraulet-Saint-Nicolas
Lagraulet-Saint-Nicolas är en kommun i departementet Haute-Garonne i regionen Occitanien i södra Frankrike. Kommunen ligger i kantonen Cadours som tillhör arrondissementet Toulouse. År 2022 hade Lagraulet-Saint-Nicolas 283 invånare.

## Befolkningsutveckling
Antalet invånare i kommunen Lagraulet-Saint-Nicolas
Referens:INSEE